# متحف التاريخ الطبيعي الأردني
تأسّس متحف التاريخ الطبيعي الأردني في جامعة اليرموك عام 1981. وهو الوحيد من نوعه في الأردن. يتولّى المتحف جمع وعرض العينات الحيوانية والنباتية والجيولوجية الممثلة للبيئة الطبيعية الأردنية خلال الفترات الزمنية المختلفة، بهدف دراسة وتوثيق وتفسير التغييرات التي طرأت خلال هذه الفترات. ويضطلع المتحف بمهمّة المحافظة على عينات النباتات المهددة بالانقراض والنادرة.

## أقسام المتحف
يقسم المتحف إلى قسمين:
- القسم العلمي: ويعرض الحيوانات بما فيها الحشرات والطيور والثدييات والبرمائيات والزواحف والأسماك واللافقاريات والطفيليات، والنباتات، والجيولوجيا بما فيها الحفريات والمعادن والصخور.
- القسم التقني: يُعنى بعمليات التحنيط والتجسيم.

## أنشطة المتحف
يُعنى المتحف بجمع المجموعات التي تمثّل البيئة الأردنية وتصنيفها وصيانتها المجموعات. ويُصدر المتحف النشرات والدراسات والأبحاث والتقارير والكتب الخاصة بالمتحف وموجوداته والمشاركة في ورشات العمل البيئية. كما يجري المتحف البحوث والدراسات البيئية الميدانية التي تركز على الحياة البرية وحماية التنوع الحيوي في الأردن.